# Johannes Pappus
Johannes Pappus, född 16 januari 1549 i Lindau, död 13 juli 1610, var en tysk präst och psalmförfattare. Han gav ut ett flertal skrifter.
Han var son till borgmästaren i Lindau. Pappus studerade i Strasbourg och Tübingen. Han blev förste predikant i en by på landet och sedan professor i teologi. Pappus var även kyrkoherde i Münster i Strasbourg.

## Psalmer
- Gud, dig min sak hemställer jag (Ich hab Sach Gott heimgestellt).[5]